# Palicourea pyramidalis
Palicourea pyramidalis är en måreväxtart som beskrevs av Paul Carpenter Standley. Palicourea pyramidalis ingår i släktet Palicourea och familjen måreväxter. Inga underarter finns listade i Catalogue of Life.